# 第9独立無人システム旅団 (ウクライナ無人システム部隊)
第9独立無人システム旅団（だい9どくりつむじんシステムりょだん、ウクライナ語: 9-та окрема бригада безпілотних систем）は、ウクライナ無人システム部隊の旅団。無人システム部隊司令部隷下。

## 概要

### ドンバス戦争

#### ウクライナ領土防衛大隊

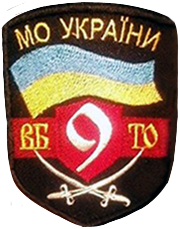
第9ヴィーンヌィツャ領土防衛大隊章

2014年5月21日、ドンバス戦争の影響に伴い、ウクライナ領土防衛大隊第9ヴィーンヌィツャ領土防衛大隊としてヴィーンヌィツャ州で創設された。
2014年6月からドンバス戦争で東部ドネツィク州の検問所に配備された。

#### ウクライナ陸軍

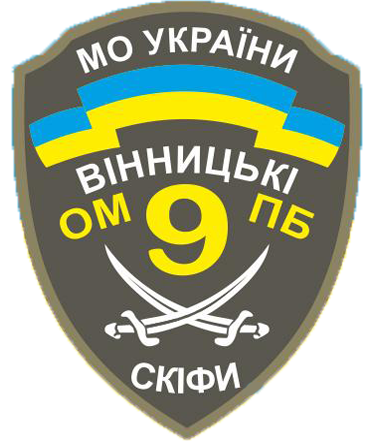
第9独立自動車化歩兵大隊時代の紋章1

2014年10月、ウクライナ陸軍に編入し、第30独立機械化旅団隷下に配属され、第9独立自動車化歩兵大隊に改編された。
2014年12月、ヴィーンヌィツャ州に移駐し、新編の第59独立自動車化歩兵旅団隷下に配属された。

### ロシアのウクライナ侵攻

#### 南部・ヘルソン戦線
2022年2月24日、ロシアのウクライナ侵攻当日はクリミア自治共和国と国境を接する南部ヘルソン州オレシュキーで軍事演習を行っており、旅団の半数が首都キーウ防衛の増援で招集されていたため、ロシア連邦軍とは5倍の戦力差があり、多くの戦車と装甲戦闘車両が破壊され大損害を受けたが、残存した戦車と砲兵部隊で全滅する前に包囲網を突破し、ドニエプル川を渡河して南部ムィコラーイウ州ムィコラーイウまで撤退した。

#### 南部・ザポリージャ戦線

第9独立自動車化歩兵大隊時代の紋章2

2022年3月、南部ザポリージャ州に再配置され、ザポリージャ方面でセルヒイ・コテンコ大隊長が戦死した。
2022年5月、ヴィーンヌィツャ市はコテンコ大佐の栄誉を称え、クトゥーゾフ通りを「コテンコ通り」に改称した。

### ウクライナ無人システム部隊
2025年1月27日、部隊増強に伴い、第9独立無人システム旅団に改編され、無人システム部隊に編入した。ウクライナ領土防衛大隊初の旅団となった。

## 編制
- 大隊本部（コディマ）
- 第1中隊
- 第2中隊
- 第3中隊
- 迫撃砲中隊
- 対空砲小隊
- 偵察小隊
- 工兵小隊
- 後方支援隊